# 망가 타임 키라라 미라클
《망가 타임 키라라 미라클》(망가 타임 키라라 Miracle!, 일본어: まんがタイムきららミラク 만가 다이무 기라라 미라쿠[*])는 2011년 3월부터 2017년 10월까지 발간된 호분샤 발행의 4컷 만화 전문 잡지다. vol.5까지 《망가 타임 키라라》 증간 취급으로서 원칙적으로 홀수월 16일에 발매되어, 2012년 3월호(동년 1월 16일 발매)부터 독립 창간해 매월 16일에 발매되고 있었다. B5판, 평철이다.

## 특징
《망가 타임 키라라》, 《망가 타임 키라라 캐럿》, 《망가 타임 키라라 MAX》, 《망가 타임 키라라 포워드》에 이어 5번째, 4컷 만화지로서는 4번째의 《키라라》계 잡지로서 2011년 3월에 창간되었다. 창간시의 캐치프레이즈는 '더 자유롭게 4컷을' 등. 또, vol.1부터 vol.3까지는 표지에 '두근두근☆비주얼 진화형'이라는 표기도 있었다.
다른 키라라계 잡지에서는 여학생의 일상을 그린 작품이 주류이지만, 미라클에서는 그것에 한정되지 않고, 다양한 세계관에 근거한 작품을 모으고 있다. 또, '여자의 귀여움'을 고집해, 비주얼성이 높은 지면을 목표로 해 간다고 한다.
창간에 있어서, 다른 키라라계 잡지 때와 달리, 기용된 작가의 거의 전원이 만화 첫 도전의 신인으로 차지되고 있어, 작품도 1화당 10페이지부터 12페이지가 중심과, 스토리 만화를 주체로 한 '포워드'를 제외한 다른 자매지(6페이지에서 8페이지가 중심)보다 볼륨을 갖게 하고 있다. 덧붙여 만화에 사용되고 있는 활자는 《망가 타임》 계열의 타지에 앞서 모두 DTP화되고 있어 사용되는 폰트는 다르다.
다른 자매 잡지와 달리 전문 웹 사이트를 가지고 있으며, 거기에서는 연재 작품의 제1화가 시험삼아 읽을 수 있거나 앙케이트 페이지가 있는 등, 오리지널리티를 갖게 하고 있다.
2017년 10월 16일 발매의 12월호로 휴간한다고 발표했다. 일부 작품은 자매지로 이적해 연재가 계속된다.

## 역사

### 타지 증간 시대
통권호수는 vol.1 - 5 까지 간행.
- 2011년 3월 16일 - 《망가 타임 키라라》 2011년 5월호 증간으로서 창간(vol.1).
- 같은 해 11월 16일 - 《만화 타임 키라라》 2012년 1월호 증간으로서 vol.5 발매. 이 호가 증간지 마지막 간행이 된다.

### 독립 창간 이후
- 2012년 1월 16일 - 《망가 타임 키라라 미라클》 2012년 3월호부터 독립 창간. 통권호수도 No,001이 된다.
- 2017년 10월 16일 - 2017년 12월호로 휴간. 통권 70호.

## 미디어 믹스

### 애니화 작품
- 사쿠라 트릭
- 행복 그래피티
- 성 아랫마을의 단델리온
- 우라라 미로첩

### 내용주
1. ↑  본 잡지의 제자의 아래에는 'FreeStyle 4komagazine'로 기록되어 있다.

### 참조주
1. 1 2  “高ビジュアルな新増刊「まんがタイムきららミラク」誕生”. 《코믹 나탈리》. 2011年2月19日. 2011년 10월 11일에 확인함.
2. ↑  休刊のご案内
3. ↑  “まんがタイムきららミラク休刊「ダンデライオン」「うらら」など7作品は移籍”. 코믹 나탈리. 2017년 10월 16일. 2017년 10월 16일에 확인함.